# Nahuel Molina
Nahuel Molina Lucero (Embalse, 6 aprile 1998) è un calciatore argentino, difensore dell'Atlético Madrid e della nazionale argentina, con cui è diventato campione del mondo nel 2022 oltre che campione del Sud America nel 2021 e nel 2024.

## Caratteristiche tecniche
Soprannominato El galgo (il levriero) per la sua velocità, 
gioca come terzino destro o anche da esterno destro di centrocampo. Dotato di buona tecnica tanto che è abile pure in fase offensiva, dotato di buone abilità di tiro, è capace di segnare sia calciando con il destro (il suo piede forte) che con il sinistro, all'occorrenza sa tirare bene anche da fuori area, negli schemi di gioco è forte pure nei ripiegamenti.

## Carriera

### Club

#### Boca Juniors
Cresciuto nelle giovanili del Boca Juniors, esordisce il 18 febbraio 2016 nella partita vinta 1-0 contro il San Martín (SJ). nella partita successiva invece la squadra gioca contro il Newell's Old Boys vincendo per 4-1, Molina fornisce al suo compagno Rodrigo Bentancur l'assist con cui quest'ultimo apre le marcature. Con la squadra gioca un totale di nove partite.

#### Defensa y Justicia e Rosario Central
Viene ceduto in prestito al Defensa y Justicia in questa esperienza segna una sola rete, con il gol del 1-0 battendo il Patronato, successivamente viene ceduto in prestito al Rosario Central , anche questa volta segna un solo gol per la squadra, battendo il Godoy Cruz, Molina segna la rete del 5-2.

#### Udinese
Il 15 settembre 2020 viene tesserato dall'Udinese, con cui firma un contratto quinquennale. L'esordio nella massima serie avviene il 3 ottobre, nella partita casalinga persa con la Roma, subentrando ad Hidde ter Avest. Il 25 aprile 2021 segna il suo primo gol in Serie A, nella vittoria esterna per 2-4 della sua squadra sul campo del Benevento. Durante la Coppa Italia segna una rete battendo per 3-1 l'Ascoli.
Nella stagione seguente si rivela uno dei protagonisti assoluti dell'Udinese collezionando 7 gol in 35 presenze; segna il gol del 3-0 nella vittoria contro il Venezia, riesce a segnare nella vittoria per 4-0 contro il Cagliari, con un calcio di punizione segna un gol nel 2-0 contro il Torino; la sua prestazione ha fatto di lui il difensore più prolifico dei 5 maggiori campionati europei.

#### Atlético Madrid
Il 28 luglio 2022 viene ufficializzato il suo trasferimento all'Atlético Madrid, squadra in cui si impone da subito come uno dei titolari. nella sua prima stagione segna quattro reti, il suo primo gol per la squadra lo segna sconfiggendo per 2-1 il Rayo Vallecano, il successivo imponendosi per 5-2 ai danni del Real Valladolid, è autore della rete del 5-1 battendo il Cadice, oltre a segnare un gol sconfiggendo per 2-1 la Real Sociedad. Il 27 ottobre 2024 gioca la sua partita numero 100 con la maglia dei colchoneros.

### Nazionale
Nel 2017 partecipa con la nazionale Under-20 argentina al Campionato sudamericano, disputando 6 incontri.
Nel marzo 2021 è stato convocato per la prima volta in nazionale maggiore, ma le partite dell'Argentina vengono rinviate. Il 4 giugno 2021 fa il suo esordio con la nazionale maggiore dell'Argentina, subentrando a Juan Foyth nel finale. Sette giorni dopo viene inserito nella lista finale dei convocati per la Coppa America, poi vinta dalla sua squadra.
Convocato anche per il campionato mondiale del 2022, segna la sua prima rete per l'Albiceleste nel quarto di finale vinto ai rigori contro i Paesi Bassi. La manifestazione si conclude con la vittoria in finale ai danni della Francia che porta il giocatore a laurearsi campione del mondo.

## Statistiche

### Presenze e reti nei club
Statistiche aggiornate al 23 giugno 2025.
| Stagione                  | Squadra                   | Campionato                | Campionato | Campionato | Coppe nazionali | Coppe nazionali | Coppe nazionali | Coppe continentali | Coppe continentali | Coppe continentali | Altre coppe | Altre coppe | Altre coppe | Totale | Totale |
| Stagione                  | Squadra                   | Comp                      | Pres       | Reti       | Comp            | Pres            | Reti            | Comp               | Pres               | Reti               | Comp        | Pres        | Reti        | Pres   | Reti   |
| ------------------------- | ------------------------- | ------------------------- | ---------- | ---------- | --------------- | --------------- | --------------- | ------------------ | ------------------ | ------------------ | ----------- | ----------- | ----------- | ------ | ------ |
| 2016                      | Boca Juniors              | PD                        | 8          | 0          | CA              | 0               | 0               | CL                 | 1                  | 0                  | SA          | -           | -           | 9      | 0      |
| 2016-2017                 | Boca Juniors              | PD                        | 0          | 0          | CA              | 0               | 0               | -                  | -                  | -                  | -           | -           | -           | 0      | 0      |
| 2017-gen. 2018            | Boca Juniors              | PD                        | 0          | 0          | CA              | 0               | 0               | CL                 | -                  | -                  | SA          | -           | -           | 0      | 0      |
| Totale Boca Juniors       | Totale Boca Juniors       | Totale Boca Juniors       | 8          | 0          |                 | 0               | 0               |                    | 1                  | 0                  |             | -           | -           | 9      | 0      |
| gen.-giu. 2018            | Defensa y Justicia        | PD                        | 14         | 1          | CA              | 2               | 0               | CS                 | 7                  | 0                  | -           | -           | -           | 23     | 1      |
| 2018-gen. 2019            | Defensa y Justicia        | PD                        | 3          | 0          | CA              | -               | -               | -                  | -                  | -                  | -           | -           | -           | 3      | 0      |
| Totale Defensa y Justicia | Totale Defensa y Justicia | Totale Defensa y Justicia | 17         | 1          |                 | 2               | 0               |                    | 7                  | 0                  |             | -           | -           | 26     | 1      |
| gen.-giu. 2019            | Rosario Central           | PD                        | 6          | 0          | CA+CdL          | 1+1             | 0               | CL                 | 6                  | 0                  | SA          | 1           | 0           | 15     | 0      |
| 2019-2020                 | Rosario Central           | PD                        | 16         | 1          | CA              | 0               | 0               | -                  | -                  | -                  | -           | -           | -           | 16     | 1      |
| Totale Rosario Central    | Totale Rosario Central    | Totale Rosario Central    | 22         | 1          |                 | 2               | 0               |                    | 6                  | 0                  |             | 1           | 0           | 31     | 1      |
| 2020-2021                 | Udinese                   | A                         | 29         | 2          | CI              | 2               | 0               | -                  | -                  | -                  | -           | -           | -           | 31     | 2      |
| 2021-2022                 | Udinese                   | A                         | 35         | 7          | CI              | 2               | 1               | -                  | -                  | -                  | -           | -           | -           | 37     | 8      |
| Totale Udinese            | Totale Udinese            | Totale Udinese            | 64         | 9          |                 | 4               | 1               |                    | -                  | -                  |             | -           | -           | 68     | 10     |
| 2022-2023                 | Atlético Madrid           | PD                        | 33         | 4          | CR              | 4               | 0               | UCL                | 6                  | 0                  | -           | -           | -           | 43     | 4      |
| 2023-2024                 | Atlético Madrid           | PD                        | 30         | 2          | CR              | 5               | 0               | UCL                | 10                 | 0                  | SS          | 1           | 0           | 46     | 2      |
| 2024-2025                 | Atlético Madrid           | PD                        | 30         | 0          | CR              | 6               | 0               | UCL                | 8                  | 1                  | Cmc         | 2           | 0           | 46     | 1      |
| Totale Atletico Madrid    | Totale Atletico Madrid    | Totale Atletico Madrid    | 93         | 6          |                 | 15              | 0               |                    | 24                 | 1                  |             | 3           | 0           | 135    | 7      |
| Totale carriera           | Totale carriera           | Totale carriera           | 204        | 15         |                 | 23              | 1               |                    | 38                 | 1                  |             | 4           | 0           | 268    | 17     |

### Cronologia presenze e reti in nazionale
| Cronologia completa delle presenze e delle reti in nazionale ― Argentina | Cronologia completa delle presenze e delle reti in nazionale ― Argentina | Cronologia completa delle presenze e delle reti in nazionale ― Argentina | Cronologia completa delle presenze e delle reti in nazionale ― Argentina | Cronologia completa delle presenze e delle reti in nazionale ― Argentina | Cronologia completa delle presenze e delle reti in nazionale ― Argentina | Cronologia completa delle presenze e delle reti in nazionale ― Argentina | Cronologia completa delle presenze e delle reti in nazionale ― Argentina |
| Data                                                                     | Città                                                                    | In casa                                                                  | Risultato                                                                | Ospiti                                                                   | Competizione                                                             | Reti                                                                     | Note                                                                     |
| ------------------------------------------------------------------------ | ------------------------------------------------------------------------ | ------------------------------------------------------------------------ | ------------------------------------------------------------------------ | ------------------------------------------------------------------------ | ------------------------------------------------------------------------ | ------------------------------------------------------------------------ | ------------------------------------------------------------------------ |
| 4-6-2021                                                                 | Santiago del Estero                                                      | Argentina                                                                | 1 – 1                                                                    | Cile                                                                     | Qual. Mondiali 2022                                                      | -                                                                        | 81’                                                                      |
| 14-6-2021                                                                | Rio de Janeiro                                                           | Argentina                                                                | 1 – 1                                                                    | Cile                                                                     | Coppa America 2021 - 1º turno                                            | -                                                                        | 85’                                                                      |
| 18-6-2021                                                                | Brasilia                                                                 | Argentina                                                                | 1 – 0                                                                    | Uruguay                                                                  | Coppa America 2021 - 1º turno                                            | -                                                                        |                                                                          |
| 21-6-2021                                                                | Brasilia                                                                 | Argentina                                                                | 1 – 0                                                                    | Paraguay                                                                 | Coppa America 2021 - 1º turno                                            | -                                                                        |                                                                          |
| 3-7-2021                                                                 | Goiânia                                                                  | Argentina                                                                | 3 – 0                                                                    | Ecuador                                                                  | Coppa America 2021 - Quarti di finale                                    | -                                                                        |                                                                          |
| 6-7-2021                                                                 | Brasilia                                                                 | Argentina                                                                | 1 – 1 dts (3 – 2 dtr)                                                    | Colombia                                                                 | Coppa America 2021 - Semifinale                                          | -                                                                        | 46’                                                                      |
| 2-9-2021                                                                 | Caracas                                                                  | Venezuela                                                                | 1 – 3                                                                    | Argentina                                                                | Qual. Mondiali 2022                                                      | -                                                                        |                                                                          |
| 9-9-2021                                                                 | Buenos Aires                                                             | Argentina                                                                | 3 – 0                                                                    | Bolivia                                                                  | Qual. Mondiali 2022                                                      | -                                                                        |                                                                          |
| 7-10-2021                                                                | Asunción                                                                 | Paraguay                                                                 | 0 – 0                                                                    | Argentina                                                                | Qual. Mondiali 2022                                                      | -                                                                        |                                                                          |
| 10-10-2021                                                               | Buenos Aires                                                             | Argentina                                                                | 3 – 0                                                                    | Uruguay                                                                  | Qual. Mondiali 2022                                                      | -                                                                        |                                                                          |
| 14-10-2021                                                               | Buenos Aires                                                             | Argentina                                                                | 1 – 0                                                                    | Perù                                                                     | Qual. Mondiali 2022                                                      | -                                                                        |                                                                          |
| 12-11-2021                                                               | Montevideo                                                               | Uruguay                                                                  | 0 – 1                                                                    | Argentina                                                                | Qual. Mondiali 2022                                                      | -                                                                        |                                                                          |
| 16-11-2021                                                               | San Juan                                                                 | Argentina                                                                | 0 – 0                                                                    | Brasile                                                                  | Qual. Mondiali 2022                                                      | -                                                                        |                                                                          |
| 27-1-2022                                                                | Calama                                                                   | Cile                                                                     | 1 – 2                                                                    | Argentina                                                                | Qual. Mondiali 2022                                                      | -                                                                        |                                                                          |
| 25-3-2022                                                                | Buenos Aires                                                             | Argentina                                                                | 3 – 0                                                                    | Venezuela                                                                | Qual. Mondiali 2022                                                      | -                                                                        |                                                                          |
| 1-6-2022                                                                 | Londra                                                                   | Argentina                                                                | 3 – 0                                                                    | Italia                                                                   | Coppa dei Campioni CONMEBOL-UEFA 2022                                    | -                                                                        |                                                                          |
| 5-6-2022                                                                 | Pamplona                                                                 | Argentina                                                                | 5 – 0                                                                    | Estonia                                                                  | Amichevole                                                               | -                                                                        | 74’                                                                      |
| 24-9-2022                                                                | Miami Gardens                                                            | Argentina                                                                | 3 – 0                                                                    | Honduras                                                                 | Amichevole                                                               | -                                                                        |                                                                          |
| 28-9-2022                                                                | Harrison                                                                 | Argentina                                                                | 3 – 0                                                                    | Giamaica                                                                 | Amichevole                                                               | -                                                                        | 79’                                                                      |
| 16-11-2022                                                               | Abu Dhabi                                                                | Emirati Arabi Uniti                                                      | 0 – 5                                                                    | Argentina                                                                | Amichevole                                                               | -                                                                        | 46’                                                                      |
| 22-11-2022                                                               | Lusail                                                                   | Argentina                                                                | 1 – 2                                                                    | Arabia Saudita                                                           | Mondiali 2022 - 1º turno                                                 | -                                                                        |                                                                          |
| 26-11-2022                                                               | Lusail                                                                   | Argentina                                                                | 2 – 0                                                                    | Messico                                                                  | Mondiali 2022 - 1º turno                                                 | -                                                                        | 63’                                                                      |
| 30-11-2022                                                               | Doha                                                                     | Polonia                                                                  | 0 – 2                                                                    | Argentina                                                                | Mondiali 2022 - 1º turno                                                 | -                                                                        |                                                                          |
| 3-12-2022                                                                | Al Rayyan                                                                | Argentina                                                                | 2 – 1                                                                    | Australia                                                                | Mondiali 2022 - Ottavi di finale                                         | -                                                                        | 80’                                                                      |
| 9-12-2022                                                                | Lusail                                                                   | Paesi Bassi                                                              | 2 – 2 dts (3 – 4 dtr)                                                    | Argentina                                                                | Mondiali 2022 - Quarti di finale                                         | 1                                                                        | 105’                                                                     |
| 13-12-2022                                                               | Lusail                                                                   | Argentina                                                                | 3 – 0                                                                    | Croazia                                                                  | Mondiali 2022 - Semifinale                                               | -                                                                        | 86’                                                                      |
| 18-12-2022                                                               | Lusail                                                                   | Argentina                                                                | 3 – 3 dts (4 – 2 dtr)                                                    | Francia                                                                  | Mondiali 2022 - Finale                                                   | -                                                                        | 90+1’                                                                    |
| 23-3-2023                                                                | Buenos Aires                                                             | Argentina                                                                | 2 – 0                                                                    | Panama                                                                   | Amichevole                                                               | -                                                                        |                                                                          |
| 15-6-2023                                                                | Pechino                                                                  | Argentina                                                                | 2 – 0                                                                    | Australia                                                                | Amichevole                                                               | -                                                                        |                                                                          |
| 19-6-2023                                                                | Giacarta                                                                 | Indonesia                                                                | 0 – 2                                                                    | Argentina                                                                | Amichevole                                                               | -                                                                        |                                                                          |
| 7-9-2023                                                                 | Buenos Aires                                                             | Argentina                                                                | 1 – 0                                                                    | Ecuador                                                                  | Qual. Mondiali 2026                                                      | -                                                                        |                                                                          |
| 12-9-2023                                                                | La Paz                                                                   | Bolivia                                                                  | 0 – 3                                                                    | Argentina                                                                | Qual. Mondiali 2026                                                      | -                                                                        |                                                                          |
| 12-10-2023                                                               | Buenos Aires                                                             | Argentina                                                                | 1 – 0                                                                    | Paraguay                                                                 | Qual. Mondiali 2026                                                      | -                                                                        |                                                                          |
| 16-11-2023                                                               | Buenos Aires                                                             | Argentina                                                                | 0 – 2                                                                    | Uruguay                                                                  | Qual. Mondiali 2026                                                      | -                                                                        |                                                                          |
| 21-11-2023                                                               | Rio de Janeiro                                                           | Brasile                                                                  | 0 – 1                                                                    | Argentina                                                                | Qual. Mondiali 2026                                                      | -                                                                        |                                                                          |
| 22-3-2024                                                                | Filadelfia                                                               | Argentina                                                                | 3 – 0                                                                    | El Salvador                                                              | Amichevole                                                               | -                                                                        | 73’                                                                      |
| 26-3-2024                                                                | Los Angeles                                                              | Argentina                                                                | 3 – 1                                                                    | Costa Rica                                                               | Amichevole                                                               | -                                                                        | 45+2’                                                                    |
| 14-6-2024                                                                | Landover                                                                 | Argentina                                                                | 4 – 1                                                                    | Guatemala                                                                | Amichevole                                                               | -                                                                        | 71’                                                                      |
| 21-6-2024                                                                | Atlanta                                                                  | Argentina                                                                | 2 – 0                                                                    | Canada                                                                   | Coppa America 2024 - 1º turno                                            | -                                                                        | 89’                                                                      |
| 25-6-2024                                                                | East Rutherford                                                          | Cile                                                                     | 0 – 1                                                                    | Argentina                                                                | Coppa America 2024 - 1º turno                                            | -                                                                        | 83’                                                                      |
| 4-7-2024                                                                 | Houston                                                                  | Argentina                                                                | 1 – 1 (4 – 2 dtr)                                                        | Ecuador                                                                  | Coppa America 2024 - Quarti di finale                                    | -                                                                        | 90+5’                                                                    |
| 9-7-2024                                                                 | East Rutherford                                                          | Argentina                                                                | 2 – 0                                                                    | Canada                                                                   | Coppa America 2024 - Semifinale                                          | -                                                                        | 71’ 88’                                                                  |
| 14-7-2024                                                                | Miami Gardens                                                            | Argentina                                                                | 1 – 0 dts                                                                | Colombia                                                                 | Coppa America 2024 - Finale                                              | -                                                                        | 72’                                                                      |
| 5-9-2024                                                                 | Buenos Aires                                                             | Argentina                                                                | 3 – 0                                                                    | Cile                                                                     | Qual. Mondiali 2026                                                      | -                                                                        |                                                                          |
| 10-9-2024                                                                | Barranquilla                                                             | Colombia                                                                 | 2 – 1                                                                    | Argentina                                                                | Qual. Mondiali 2026                                                      | -                                                                        | 46’                                                                      |
| 10-10-2024                                                               | Maturín                                                                  | Venezuela                                                                | 1 – 1                                                                    | Argentina                                                                | Qual. Mondiali 2026                                                      | -                                                                        |                                                                          |
| 15-10-2024                                                               | Buenos Aires                                                             | Argentina                                                                | 6 – 0                                                                    | Bolivia                                                                  | Qual. Mondiali 2026                                                      | -                                                                        |                                                                          |
| 14-11-2024                                                               | Asunción                                                                 | Paraguay                                                                 | 2 – 1                                                                    | Argentina                                                                | Qual. Mondiali 2026                                                      | -                                                                        | 78’                                                                      |
| 21-3-2025                                                                | Montevideo                                                               | Uruguay                                                                  | 0 – 1                                                                    | Argentina                                                                | Qual. Mondiali 2026                                                      | -                                                                        |                                                                          |
| 25-3-2025                                                                | Buenos Aires                                                             | Argentina                                                                | 4 – 1                                                                    | Brasile                                                                  | Qual. Mondiali 2026                                                      | -                                                                        |                                                                          |
| 5-6-2025                                                                 | Santiago del Cile                                                        | Cile                                                                     | 0 – 1                                                                    | Argentina                                                                | Qual. Mondiali 2026                                                      | -                                                                        |                                                                          |
| 10-6-2025                                                                | Buenos Aires                                                             | Argentina                                                                | 1 – 1                                                                    | Colombia                                                                 | Qual. Mondiali 2026                                                      | -                                                                        | 32’ 46’                                                                  |
| Totale                                                                   |                                                                          | Presenze                                                                 | 52                                                                       |                                                                          | Reti                                                                     | 1                                                                        |                                                                          |

## Palmarès

### Nazionale
- Coppa America: 2

Brasile 2021, Stati Uniti 2024
- Coppa dei Campioni CONMEBOL-UEFA: 1

Finalissima 2022
- Campionato mondiale: 1

Qatar 2022